# 圣让德福勒维尔
圣让德福勒维尔（法語：Saint-Jean-de-Folleville，法語發音：[sɛ̃ ʒɑ̃ də fɔlvil]）是法国滨海塞纳省的一个市镇，属于勒阿弗尔区。

## 地理
圣让德福勒维尔（49°31'26"N, 0°30'20"E）面积13.73 平方千米，位于法国诺曼底大区滨海塞纳省，该省份为法国北部沿海省份，其西部及北部濒大西洋英吉利海峡，东起顺时针与索姆省、瓦兹省、厄尔省和卡爾瓦多斯省接壤。
与圣让德福勒维尔接壤的市镇（或旧市镇、城区）包括：塞纳河畔基耶伯夫、利勒博讷、圣安托万拉福雷、圣尼古拉德拉塔耶、唐卡维尔。

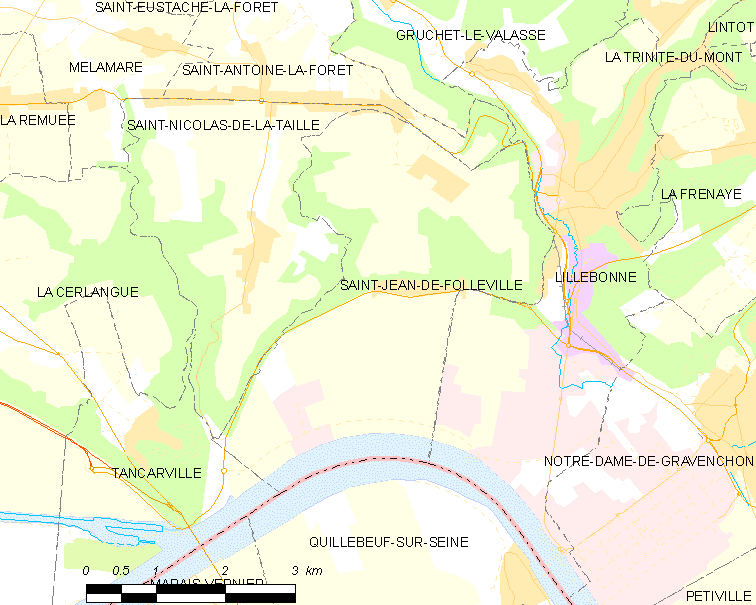
圣让德福勒维尔的OSM定位图

圣让德福勒维尔的时区为UTC+01:00、UTC+02:00（夏令时）。

## 行政
圣让德福勒维尔的邮政编码为76170，INSEE市镇编码为76592。

## 政治
圣让德福勒维尔所属的省级选区为博尔贝克县。

## 人口

1962-2008年间圣让德福勒维尔人口变化图示

圣让德福勒维尔于2022年1月1日时的人口数量为798人。